# Silkworm-Robot
Silkworm-Robot är Nato-rapporteringsnamnet på Shang-You- och Hai-Ying-robotar. Den är en kinesisk sjömålsrobot och tillika den kinesiska versionen av den ryska P-15 Termit.